# Angels with Tethered Wings
Angels With Tethered Wings è un film del 2014 diretto da Steven Vasquez.
Il film è stato presentato a livello mondiale l'8 novembre 2014 durante la 5ª edizione della BentCon a Burbank.

## Trama
Una coppia di giovani  torna dall'aldilà in cerca di vendetta contro la banda che li ha uccisi.